# Río San Lorenzo
El río San Lorenzo (en francés: fleuve Saint-Laurent; en inglés: Saint Lawrence River; en tuscarora, Kahnawáˀkye; en mohawk, Kaniatarowanenneh, que significa «gran vía navegable») es uno de los principales ríos de Norteamérica, el colector de los Grandes Lagos que conecta con el océano Atlántico, en el golfo de San Lorenzo. En su primer tramo forma la frontera natural entre Estados Unidos y Canadá, bordeando el oeste de la provincia de Ontario, y luego se adentra en Quebec atravesándolo totalmente. Pertenece al sistema lacustre de Lawrence.
El San Lorenzo es un gran río que discurre por las latitudes medias del continente. Nace en el lago Ontario, junto a Kingston, para luego pasar por las ciudades de Brockville y Cornwall (en la provincia de Ontario); y Montreal, Trois-Rivières y la ciudad de Quebec (en la de Quebec). Desemboca en el Atlántico después de atravesar el homónimo estuario de San Lorenzo, el estuario más grande del mundo, tras un recorrido de más de 3000 km (3058 km, siendo el 2.º río más largo de Canadá y uno de los 25 ríos más largos del mundo). Si se hace caso omiso de sus fuentes en los Grandes Lagos, el río San Lorenzo, desde la salida del lago Ontario, tiene una longitud de 1197 km. Su respaldera más lejana es la del río North, el río Saint Louis en el lago Seven Beaver, en la cordillera Mesabi en Hibbing, Minnesota, la fuente más lejana del lago Superior.
El río forma parte del sistema fluvial del San Lorenzo, que estaría formado por la siguiente sucesión de ríos y lagos: río North – río Saint Louis – lago Superior – río St. Marys – lago Hurón – río Sainte-Claire – lago Sainte-Claire – río Detroit – lago Erie – río Niagara – lago Ontario- río San Lorenzo – estuario de San Lorenzo. El río forma parte también de la vía navegable de los Grandes Lagos.
Su cuenca hidrográfica —una buena parte del continente norteamericano, que incluye toda la región de los Grandes Lagos, el mayor sistema de lagos de agua dulce del mundo y que supone casi el 25 % de las reservas mundiales totales de agua dulce— drena un área de 1 344 200 km², de los que 839 200 km² se encuentran en Canadá y 505 000 km² en Estados Unidos. La cuenca comprende parte de las provincias canadiense de Ontario y Quebec y de los estados de Illinois, Indiana, Míchigan, Minnesota, Nueva York, Ohio, Pensilvania, Vermont y Wisconsin. El caudal medio en la boca es 9850 m³/s.

## Toponimia
Originalmente llamado en mohawk Kakanoaakakagaalla, el río fue explorado por el francés Jacques Cartier, que le atribuyó el nombre de «Gran río de Hochelaga» (Grand fleuve de Hochelaga) y llamaba «baye sainct Laurens» a un reentrante de la Côte-Nord. Posteriormente, el término San Lorenzo (Saint-Laurent) se aplicó también al golfo que sigue al río, que será más conocido en el siglo XVI como el «gran río de Canadá» (Grande rivière de Canada). En 1603, Samuel de Champlain designó primero este río con el nombre de «río de las Canadas» (riviere de Canadas), pero, después de 1604, el fundador de Quebec optó en sus escritos y cartas por referirse a él como «gran río del santo Lorenzo» (grande riviere de sainct Laurens). Hasta el siglo XVII el topónimo de «río San Lorenzo» no consiguió finalmente sustituir a sus competidores.
El río debe su nombre a San Lorenzo, un santo cristiano que la iglesia celebra el 10 de agosto, día en el que Jacques Cartier navegó por primera vez en las aguas del río.

## Geografía
El río San Lorenzo se origina en la desembocadura del lago Ontario, en las inmediaciones de la ciudad canadiense de Kingston (Ontario), situada en la orilla norte del lago, la isla Wolfe, a mitad de camino, y Vicente Cabo, Nueva York. A partir de ahí, pasa por Gananoque, Brockville, Ogdensburg, Massena, Cornwall, Montreal, Trois-Rivières y Quebec City hasta que desemboca en el golfo de San Lorenzo a través del estuario del San Lorenzo, el mayor estuario del mundo.
El río comprende algunos lagos importantes, como el lago Saint-Louis, al sur de Montreal; el lago Saint-Françoi, en Salaberry-de-Valleyfield, Quebec; y el lago Saint-Pierre, al este de Montreal. En sus aguas hay tres archipiélagos: las Thousand Islands (Mil Islas), una cadena de islas próxima a Kingston (Ontario); el archipiélago de Hochelaga, que incluye la isla de Montreal y la Île Jésus (Laval) y el más pequeño, el archipiélago de Mingan. Otras islas en el río son la isla de Orleans, cerca de la ciudad de Quebec, y la isla de Anticosti, al norte de la península de Gaspesia.
El lago Champlain y los ríos de Ottawa, Richelieu (que nace en el lago Champlain) y Saguenay drenan a través del río San Lorenzo.
Las mareas cesan en Trois-Rivières (o sus alrededores, o aguas abajo, o en el lago Saint-Pierre) y la salinidad del agua comienza al este (río abajo) de la isla de Orléans: agua salada hasta Tadoussac y agua salobre hasta Cap Tourmente.

### Hidrología y afluentes
El río San Lorenzo tiene un caudal medio de 7543 m³/s a la altura de Cornualles, en Ontario. A la altura de la ciudad de Quebec, después de recibir el aporte de varios afluentes importantes, el San Lorenzo tiene un caudal medio de 12 309 m³/s.
Entre estas dos ciudades, los principales afluentes del río son los siguientes:
- río Ottawa (2100 m³/s);
- río Saint-Maurice (663 m³/s);
- río Richelieu (355 m³/s);
- río Saint-François (190 m³/s);
- río Chaudière (109 m³/s).

Al este de Quebec, varios ríos importantes, en especial de la Côte-Nord, desembocan en el estuario del San Lorenzo. Entre ellos destacan:
- río Saguenay (1460 m³/s);
- río Manicouagan (877 m³/s);
- río Outardes (391 m³/s);
- río Betsiamites (323 m³/s).

El caudal del río San Lorenzo aguas arriba del río Ottawa tiene un perfil muy regular. Esta regularidad natural ha sido reforzada por el desarrollo de varias estructuras de retención a lo largo de su curso y en la región de los Grandes Lagos. El caudal mínimo medido durante el período 1860-1972 en la estación hidrológica de Ogdenburg, fue de 4360 m³/s, mientras que el caudal máximo fue de 8891 m³/s. El río Ottawa tiene un régimen mucho más irregular, con importantes crecidas en primavera, y su influencia se siente en el régimen del río San Lorenzo aguas abajo de su confluencia.
| Caudal medio mensual del San Lorenzo en la estación hidrológica de Ogdensburg, Nueva York (en m³/s y calculado en el período 1860-1972) |
| |

## Historia

### Formación geológica e hidrográfica

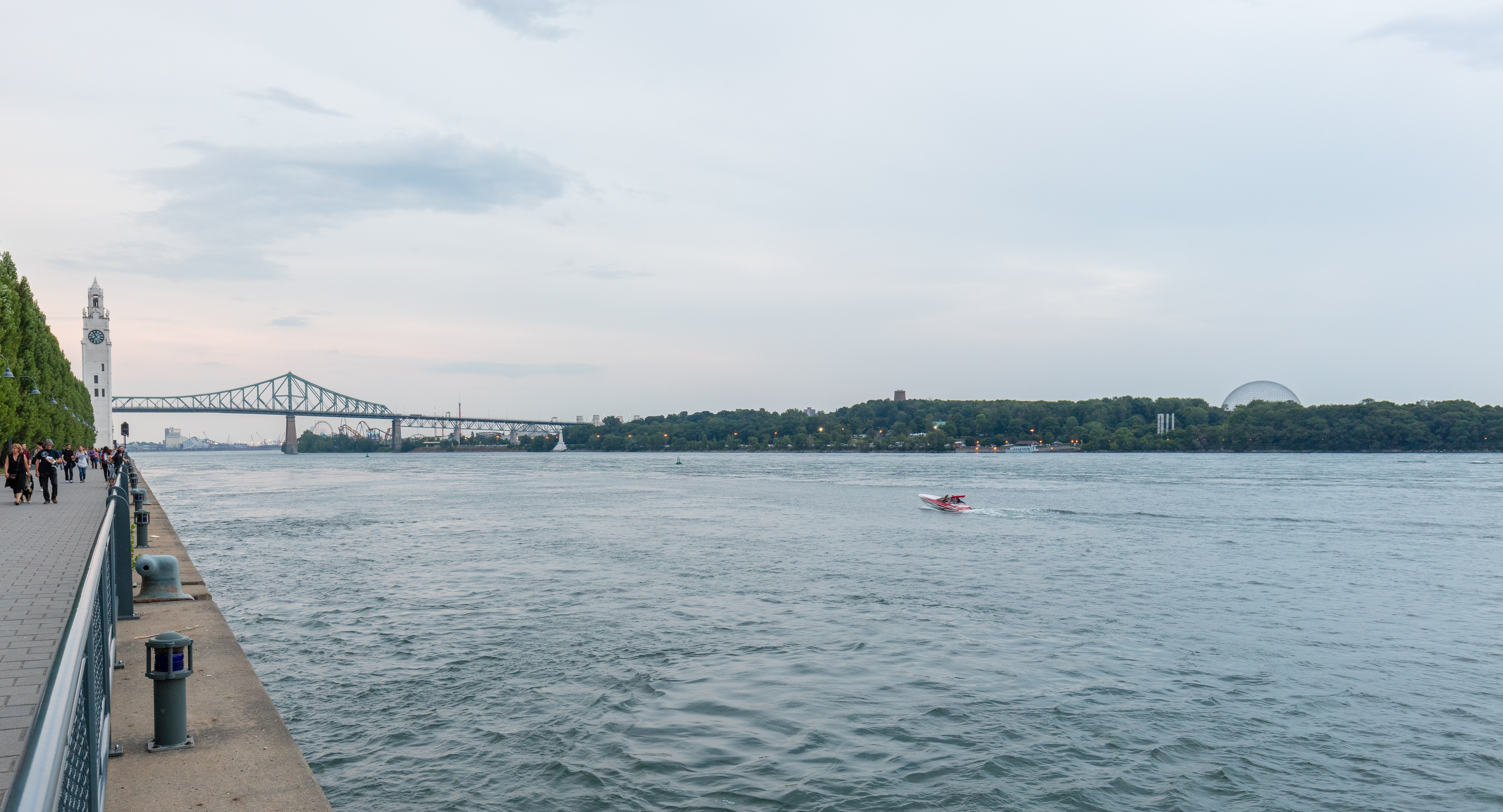
Río San Lorenzo, Montreal, Canadá.

El sitio actual del valle del río San Lorenzo ha estado ocupado, desde hace casi mil millones de años, por una meseta elevada similar a la actual meseta del Tíbet. Hace alrededor de 600 millones de años, el supercontinente Pannotia se fragmentó en cuatro sub-continentes, Laurentia, Baltica, Sibéria y Gondwana que dieron a luz en la región a un vasto océano llamado Japeto. Al mismo tiempo, se formaron muchas grietas y fosas a lo largo del eje que dieron lugar a la formación del futuro San Lorenzo.
Durante la última glaciación, llamada Wisconsin, una enorme calota glaciar, el Inlandsis laurentidien, cubría una gran parte del continente norteamericano. El hielo se retiró debido al calentamiento global producido allí hace unos 12 000 años, dando paso tras ello en el actual valle del río San Lorenzo a un vasto mar interior, el mar de Champlain. Tras la elevación del continente por un fenómeno de isostasia, el mar se retiró a su vez, dando paso al actual río San Lorenzo. La fusión completa del hielo del inlandsis laurentidien, alrededor de 6500 a. C., creó el actual sistema fluvial y lacustre, el relieve hidrográfico, del río San Lorenzo 
El río San Lorenzo se encuentra en una zona sísmicamente activa, donde la reactivación de la falla se cree que se produjo a lo largo de finales del Proterozoico hasta principios del Paleozoico, con fallas normales relacionadas con la apertura del océano de Japeto. Las fallas en la zona son rift conectados, lo que se llama el sistema de rift de Saint Lawrence (Saint Lawrence rift system).
El valle de San Lorenzo es una provincia fisiográfica de la división mayor de los Apalaches, que contiene el valle de Champlain y la sección fisiográfica Septentrional.

### Poblamiento del valle
Las excavaciones arqueológicas permiten evaluar la presencia amerindia bordeando el río hasta cerca de 9000 años antes de Cristo. El río, mucho antes de ser nombrado Fleuve Saint-Laurent, fue llamado Magtogoek, que significa «el camino que marcha» por los pueblos amerindios que vivían en la región. Por otra parte, es probable (pero sin pruebas concretas por el momento) que también los navegantes vikingos hayan recorrido la región.
En 1534, el malouino Jacques Cartier tomó posesión oficialmente de estas tierras en nombre del rey Francisco I de Francia. Cartier es generalmente considerado como el descubridor del valle del San Lorenzo. Ya en el siglo XVII, los franceses tenían la costumbre de nombrar como río San Lorenzo al tramo aguas arriba de la ciudad de Montreal y del río Ottawa. El San Lorenzo ha servido como itinerario principal para la exploración del interior del Norteamérica.

### Historia de la ocupación europea

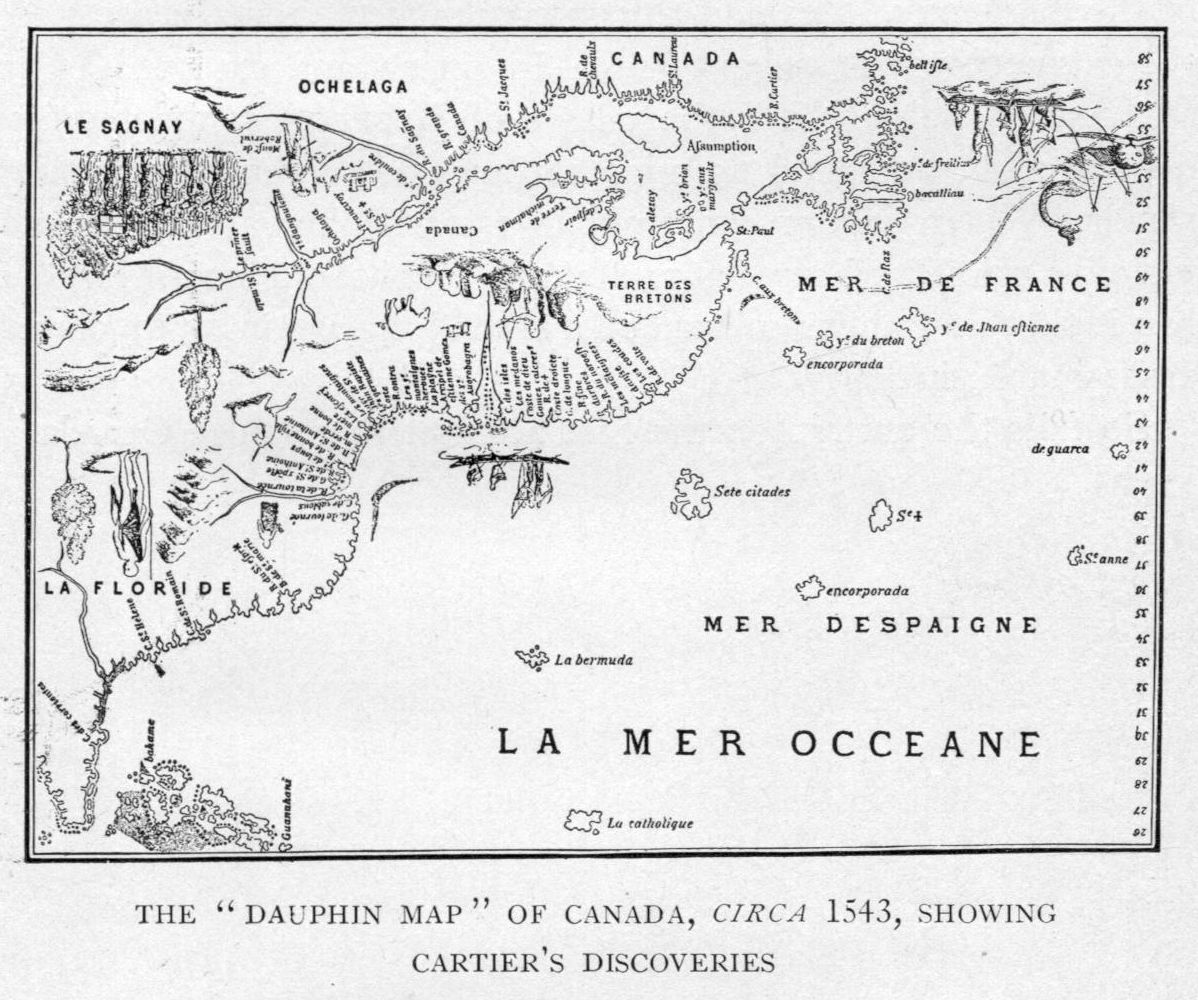
Mapa de 1543 mostrando los descubrimientos de Cartier

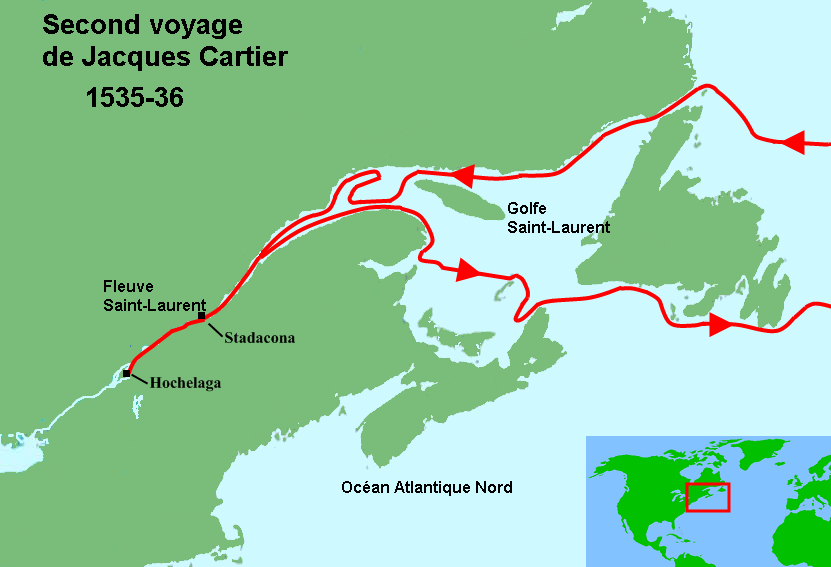
Ruta del segundo viaje de Cartier

El estuario de San Lorenzo recibió la visita de muchos navegantes (como John Cabot y Jacques Cartier) y por los pescadores vascos poco después del descubrimiento de América (o tal vez incluso antes). Pero el primer explorador europeo conocido que navegó la parte interior del San Lorenzo fue Jacques Cartier, durante su segundo viaje a Canadá en 1535, con la ayuda de los dos hijos del jefe iroqués Donnacona. Al llegar al estuario en la festividad de San Lorenzo, Cartier lo llamó Golfo de San Lorenzo. La tierra a lo largo del río estaba habitada en ese momento por los pueblos Iroqueses del San Lorenzo. El río San Lorenzo está en parte en los EE. UU. y como tal, es el sexto topónimo superviviente europeo más antiguo de ese país.
Hasta principios de 1600, los franceses utilizaron el nombre de Rivière du Canada para designar el río San Lorenzo aguas arriba de Montreal y el de río Ottawa después de Montreal. El río San Lorenzo sirvió como la principal vía para la exploración europea de la América del Norte interior, en primer lugar por el pionero explorador francés Samuel de Champlain.
El control del río era crucial para la estrategia británica para capturar la Nueva Francia en los Guerra de los Siete Años. Después de haber capturado Louisbourg en 1758, los ingleses navegaron río arriba hasta Quebec el año siguiente, gracias a las cartas elaboradas por James Cook. Las tropas británicas fueron transportados a través del río San Lorenzo para atacar la ciudad desde el oeste, lo cual hicieron con éxito en la Batalla de las Llanuras de Abraham.
Debido a los rápidos casi intransitables llamados cataratas de Lachine, el San Lorenzo era navegable de manera continua sólo hasta Montreal. El canal de Lachine, inaugurado en 1825, fue el primero que permitió que los barcos pudieron pasar los rápidos. Un amplio sistema de canales y esclusas, conocido como la vía marítima del San Lorenzo (Saint Lawrence Seaway), se inauguró oficialmente el 26 de junio de 1959 por la reina Isabel II (en representación de Canadá), y el presidente Dwight D. Eisenhower (en representación de los Estados Unidos). La vía marítima permite ahora el paso de barcos oceánicos hasta el Lago Superior.
Durante la Segunda Guerra Mundial, la batalla del Golfo San Lorenzo involucró un número de acciones de submarinos y antisubmarinos a lo largo del curso bajo del San Lorenzo y de todo el golfo de San Lorenzo, el estrecho de Belle Isle y el estrecho de Cabot, desde mayo a octubre de 1942, en septiembre de 1943 y nuevamente en octubre y noviembre de 1944. Durante este tiempo, submarinos alemanes hundieron tres buques de guerra canadienses así como gran número de mercantes.
A finales de 1970, el río fue objeto de una exitosa campaña ecologista llamada "Save the River" o "Protéger le fleuve" («proteger el río»), originalmente en respuesta a los planes de desarrollo previstos por el Cuerpo de Ingenieros del Ejército de los Estados Unidos. La campaña fue organizada, entre otros, por Abbie Hoffman, más conocido bajo el seudónimo de Barry Freed.

### Contaminación
El río San Lorenzo discurre en una región densamente poblada, en particular río arriba de la ciudad de Quebec. La agricultura, la urbanización y la industrialización imponen al río una presión constante. En los últimos 20 años, esfuerzos considerables han reducido drásticamente la contaminación de los cursos de agua tanto que los baños ya son posibles la mayor parte del tiempo aguas arriba de la zona oriental de Montreal, y aguas abajo del lago Saint-Pierre. La salud del río sigue siendo frágil y queda aún mucho por hacer, especialmente en relación con los metales pesados vertidos en el río, que siguen afectando a la frágil salud de la población de beluga de la boca del río Saguenay.

## Navegación

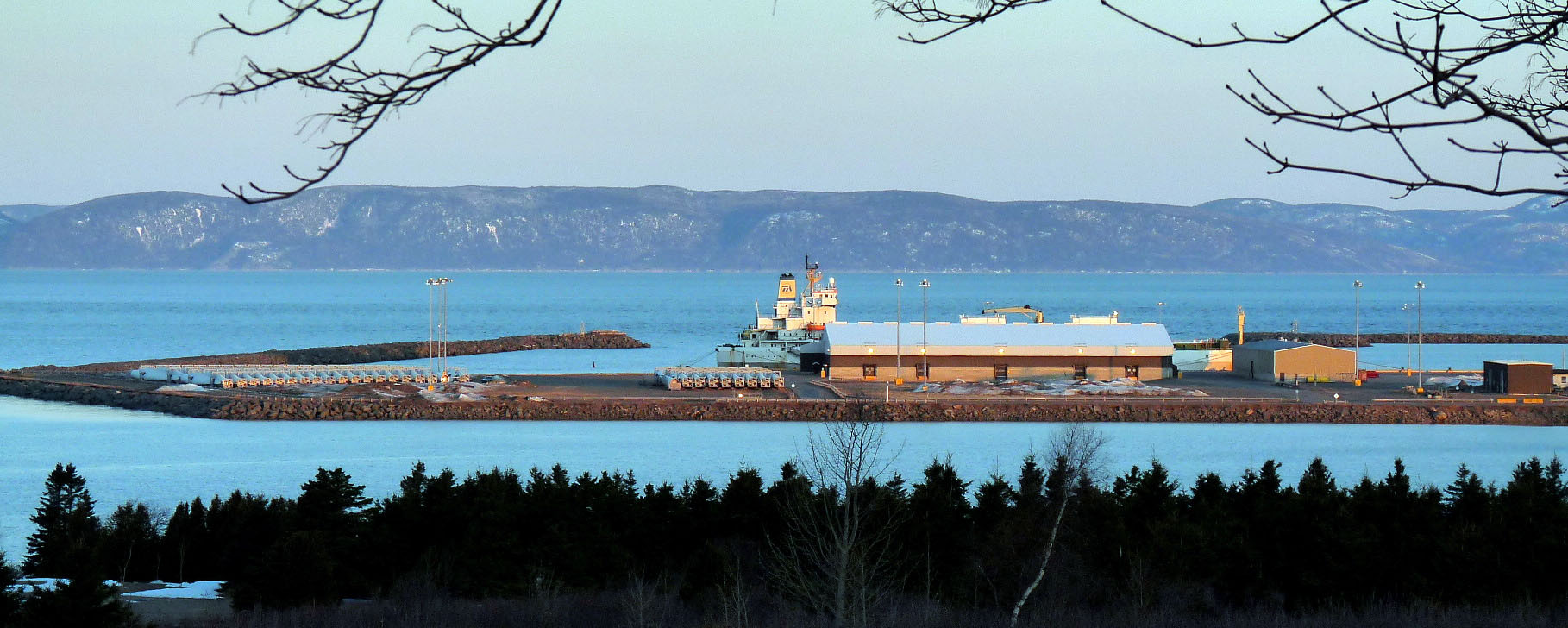
Puerto marítimo de Gros-Cacouna, cerca del Rivière-du-Loup, sobre el estuario del San Lorenzo

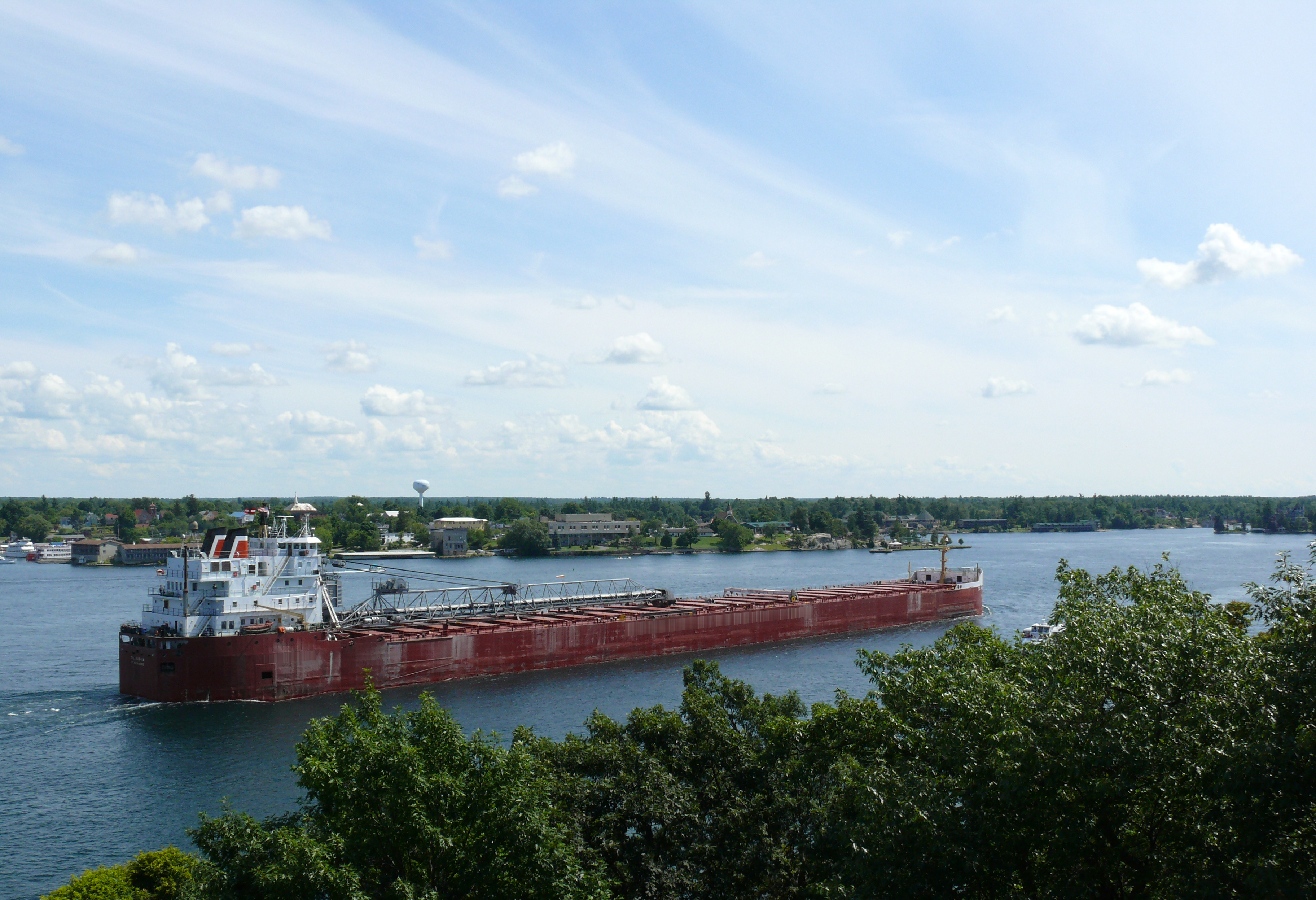
El San Lorenzo cerca de Alexandria Bay

El río San Lorenzo es una las principales vías naturales de penetración hacia el interior del continente norteamericano. Por esta razón, la navegación en su curso se convirtió rápidamente en un tema tan importante. En su estado natural, el río no permitía la navegación de buques de navegación oceánica más que hasta la ciudad de Quebec. Incluso los barcos más pequeños no podían, en una fase previa, remontar más allá de Montreal hacia los Grandes Lagos, debido a la importante barrera de la conocida zona de rápidos de las cataratas de Lachine. Desde 1700, se comenzó a trabajar para mejorar el transporte en el río San Lorenzo mediante la creación de un canal que contornease los rápidos de Lachine, pero esas obras nunca se terminaron. 
La navegación comercial en el río no se pudo desarrollar hasta la construcción del canal de Lachine, en 1825, y el posterior dragado del tramo entre Montreal y Quebec, a partir de 1851. Estos trabajos permitieron que Montreal se consolidase como metrópoli industrial de Canadá, a través de su puerto. El canal de Lachine, de una longitud de 13,6 km, tenía una profundidad original de sólo 1,5 m y contaba con seis esclusas. Fue ampliado y profundizado en varias ocasiones hasta que fue reemplazado en 1959 por la vía navegable de los Grandes Lagos, que conecta Montreal con los Grandes Lagos mediante un canal de aguas profundas de 8,2 m de calado mínimo. En la sección entre Quebec y Montreal, el canal de navegación situado en el centro del río San Lorenzo ha sido profundizado y ampliado varias veces:
| Año  | Profundidad mínima del canal | Anchura mínima del canal |
| ---- | ---------------------------- | ------------------------ |
| 1851 | 4,2 m                        | 45 m                     |
| 1854 | 4,9 m                        | 45 m                     |
| 1865 | 6,1 m                        | 90 m                     |
| 1882 | 7,6 m                        | 90 m                     |
| 1888 | 8,4 m                        | 90 m                     |
| 1907 | 9,1 m                        | 140 m                    |
| 1952 | 10,7 m                       | 150 m                    |
| 1970 | 10,7 m                       | 245 m                    |
| 1992 | 11 m                         | 230 m                    |
| 1999 | 11,3 m                       | 230 m                    |

En 2005, el tráfico en las vías navegables de los Grandes Lagos y del San Lorenzo ha alcanzado los 255 millones de toneladas repartidas de la siguiente manera:
- 105 Mt transbordadas en los puertos de Quebec;
- 11,2 Mt en tránsito por el río San Lorenzo (movimientos directos entre los puertos de los Grandes Lagos y el resto del mundo, sin transbordos en los puertos de Quebec);
- 9,5 Mt intercambiadas en los Grandes Lagos entre puertos de Ontario;
- 43,3 Mt intercambiadas en los Grandes Lagos entre Ontario y los EE. UU.;
- 87,3 Mt intercambiadas en los Grandes Lagos entre Estados Unidos.

### Tráfico marítimo atribuible a los puertos de Quebec sobre el río San Lorenzo
En el año 2005, 105 millones de toneladas de carga fueron transbordadas en los puertos del San Lorenzo situados en la provincia de Quebec. Este tonelaje ha cambiado poco desde 1995, aunque los patrones del comercio (naturaleza, origen y destino de las cargas tratadas) sí que han evolucionado mucho durante ese período. Esas 105 Mt se distribuyeron de la siguiente manera:
- 34,9 Mt intercambiadas con Europa;
- 10,9 Mt intercambiadas con Ontario;
- 2,8 Mt intercambiadas con las provincias marítimas;
- 17,2 Mt intercambiadas con los EE. UU. (de los cuales 8,6 Mt con los puertos de los Grandes Lagos);
- 10,8 Mt intercambiadas con África;
- 9,7 Mt intercambiadas con América Latina;
- 8,7 Mt intercambiadas con Asia;
- 2,4 Mt intercambiadas con Oceanía;
- 7,1 Mt intercambiadas entre los puertos de Quebec.

Los principales puertos en Quebec en el río San Lorenzo son los siguientes:
- Montreal, con 24 Mt;
- Quebec, con 22,6 Mt;
- Sept-Îles, con 22,2 Mt;
- Port-Cartier, con 15,4 Mt;
- Sorel, con 5,2 Mt.

### Los pilotos del San Lorenzo
A pesar de las ayudas a la navegación que han sido implantadas a lo largo de sus orillas y de la tecnología moderna (GPS, radar, etc.) el río San Lorenzo sigue siendo uno de los canales más peligrosos del mundo: las mareas pueden exceder de seis metros, las corrientes son fuertes y multidireccionales, los bajos son numerosos y la visibilidad está limitada a menudo de manera tan importante, sobre todo en invierno, cuando el hielo incrementa aún más los peligros. Por ello, entre Les Escoumins y Montreal, los barcos comerciales de más de 100 pies de largo que circulan en el San Lorenzo necesariamente deben ser guiados por pilotos con licencia para garantizar la seguridad y proteger los ecosistemas fluviales y marinos.
Cada piloto del San Lorenzo está capacitado para navegar por una de las tres secciones de pilotaje del río: Les Escoumins – Ciudad de Quebec, Quebec – Trois-Rivières y entre Trois-Rivières et Montréal.

### Historia del pilotaje en el río
Los primeros exploradores descubrieron rápidamente los escollos principales que hacían tan difícil la navegación natural en el río San Lorenzo a lo largo de su curso. Fue a menudo arriesgando sus vidas el modo en que los primeros navegantes se aventuron en el Golfo, luego el estuario y finalmente el río.
En la época de la Nueva Francia, aunque se dibujaron cartas bastante detalladas que podían ayudar a los capitanes, los franceses se negaban a aplicar ayudas a la navegación como faros o boyas, ya que podrían haber servido a los ingleses durante una hipotética invasión por el río. Tuvieron que encontrar una solución para proteger a los buques y las tripulaciones que se adentraban en el San Lorenzo y por ello, el gobierno de la Nueva Francia, recurrió a pilotos experimentados, que conocían todas las trampas del río, para guiar la navegación. El primer piloto del rey fue nombrado alrededor de 1640, Abraham Martin, el hombre que dio su nombre a las Llanuras de Abraham en Quebec. En 1671, el Colegio de los Jesuitas de Quebec ofreció el primer curso para entrenar a pilotos especializados en la navegación marítima en el río San Lorenzo. Después de la conquista inglesa, el gobierno colonial mantuvo la obligación de confiar el cuidado de los buques a los prácticos marítimos.
En 1805, el Parlamento de la Baja Canadá estableció una corporación pública, la Casa de la Trinidad (Maison de la Trinité) de Quebec, con la responsabilidad de mejorar la eficacia y la seguridad de la navegación mediante la instalación de boyas, balizas y faros. El primer faro en el río San Lorenzo fue construido en 1809 en la Isla Verde, a lo largo de Tadoussac. Fue seguido por varias más y en 1867, 23 faros guiaban los buques desde el estuario del río hasta Quebec. Muchos de ellos todavía existen. La Casa de la Trinidad también tenía autoridad para la regulación del pilotaje, de los pilotos y sobre la formación de sus aprendices.
Desde 1860, la adhesión de todos los pilotos a una corporación reconocida fue obligatoria. La Corporación de pilotos de San Lorenzo Central (Corporation des pilotes du Saint-Laurent central ) y la Corporación de pilotos del Bajo San Lorenzo (Corporation des Pilotes du Bas Saint-Laurent) reagrupan los 200 pilotos que navegan entre Quebec y Montreal, la primera y entre Les Escoumins y Quebec, la segunda.

## Fauna
El río San Lorenzo es el hogar de muchos cetáceos, entre otros la ballena azul, la ballena de aleta o ballena común y la beluga, que quedan alimentándose en la boca del rico Saguenay.
Se multiplicaron las carpas importadas de Europa, que en el San Lorenzo son una de las poblaciones actuales más grandes del mundo con ejemplares pesados de hasta 25 kg. En septiembre de 2011 se llevaron a cabo los campeonatos del mundo de la pesca de la carpa.
Entre la fauna de peces nativos hay especies como la lamprea de mar, lucio trompudo (Lepisosteus osseus), Amia calva, pez Ojos de luna, alosa-Herring, arenque de lago (Coregonus artedii), corégono de lago (Coregonus clupeaformis), trucha arco iris, trucha café (Salmo trutta fario), trucha de lago (Salvelinus namaycush), trucha de arroyo (Salvelinus fontinalis), eperlanos (Osmeridae), mudminnow (Umbra limi), lucio, muskellunge almizclada (Esox masquinongy), caballero cobrizo (Moxostoma hubbsi), matalote blanco (Catostomus commersoni), con los correspondientes carpita dorada o sardinilla de quilla (Notemigonus crysoleucas), carpa de arroyo (Semotilus atromaculatus), carpa del norte roja (Phoxinus eos), Blackchin Shiner (Notropis Heterodon), pez gato americano (Ictalurus punctatus) o enano bagre (Ictalurus nebulosus), anguila americana (Anguilla rostrata), Lota, killifish rayado (Fundulus diaphanus), espinosos, trucha perca, perca blanca (Morone americana), róbalo de boca pequeña (Micropterus dolomieui), perca americana (Micropterus salmoides), perca sol (Lepomis gibbosus), perca de roca (Ambloplites rupestris), pomoxis negro (Pomoxis nigromaculatus), sander americano (Stizostedion vítreo), corvina de agua dulce (Aplodinotus grunniens), etc.

## El río en la cultura
El río San Lorenzo se encuentra en el corazón de muchas novelas que tratan o se desarrollan en Quebec (como en la novela Kamouraska, de Anne Hébert, o en L'avalée des avalés, de Réjean Ducharme), en poemas (en las obras de Pierre Morency y Bernard Pozier) o canciones (como en Suzanne, de Leonard Cohen o L'oubli, de Rivard Michel). El río también ha sido retratado en muchas obras pictóricas, en particular por los artistas integrantes del grupo de los siete. Además, el río es el namesake (homónimo) del Saint-Laurent Herald en la Canadian Heraldic Authority (Autoridad Heráldica de Canadá).
En 1980, Jacques Cousteau viajó a Canadá para realizar dos películas sobre el río San Lorenzo y los Grandes Lagos, Cries from the Deep `[Los gritos de las profundidades] y SSt. Lawrence: Stairway to the Sea.

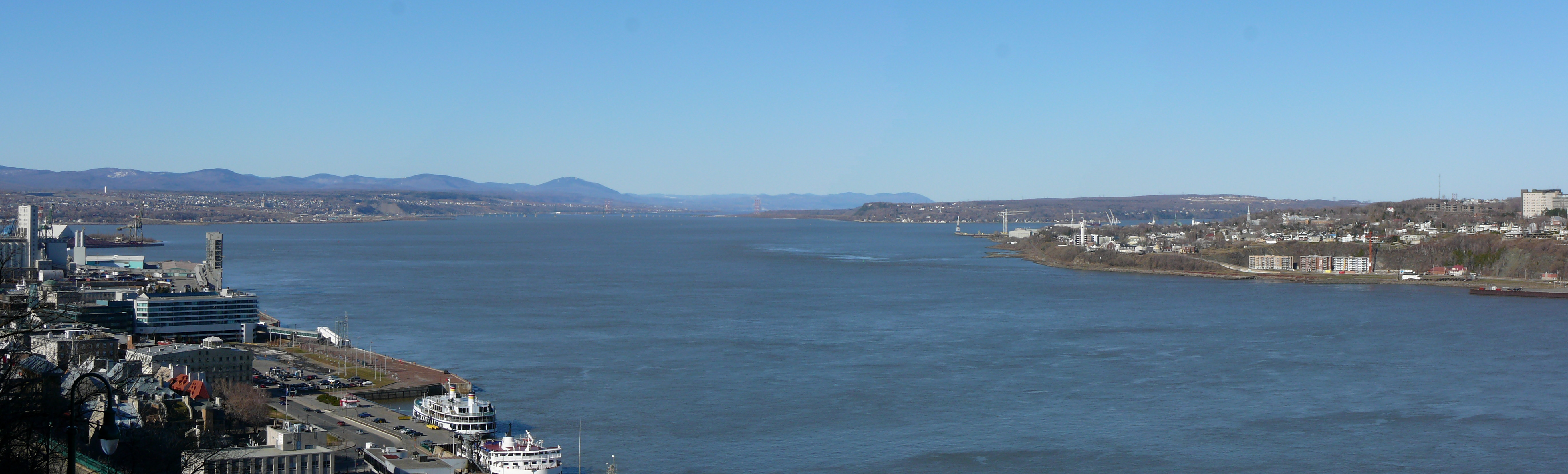
El San Lorenzo entre la ciudad de Quebec (izqda.) y Lévis (dcha.) (La Isla de Orleans está más atrás, en el centro).